# Kanton Vigneulles-lès-Hattonchâtel
Der Kanton Vigneulles-lès-Hattonchâtel war von 1790 bis 2015 ein französischer Kanton im Arrondissement Commercy, im Département Meuse und in der Region Lothringen; sein Hauptort war Vigneulles-lès-Hattonchâtel.

## Gemeinden
Der Kanton bestand aus 14 Gemeinden:
| Gemeinde                     | Einwohner Jahr | Fläche km² | Bevölkerungsdichte | Code INSEE | Postleitzahl |
| ---------------------------- | -------------- | ---------- | ------------------ | ---------- | ------------ |
| Beney-en-Woëvre              | 152 (2013)     | 17,20      | 9 Einw./km²        | 55046      | 55210        |
| Buxières-sous-les-Côtes      | 275 (2013)     | 26,72      | 10 Einw./km²       | 55093      | 55300        |
| Chaillon                     | 104 (2013)     | 11,54      | 9 Einw./km²        | 55096      | 55210        |
| Dompierre-aux-Bois           | 43 (2013)      | 8,07       | 5 Einw./km²        | 55160      | 55300        |
| Heudicourt-sous-les-Côtes    | 173 (2013)     | 13,56      | 13 Einw./km²       | 55245      | 55210        |
| Jonville-en-Woëvre           | 142 (2013)     | 10,81      | 13 Einw./km²       | 55256      | 55160        |
| Lachaussée                   | 268 (2013)     | 27,19      | 10 Einw./km²       | 55267      | 55210        |
| Lamorville                   | 283 (2013)     | 34,93      | 8 Einw./km²        | 55274      | 55300        |
| Nonsard-Lamarche             | 200 (2013)     | 18,18      | 11 Einw./km²       | 55386      | 55210        |
| Saint-Maurice-sous-les-Côtes | 403 (2013)     | 9,30       | 43 Einw./km²       | 55462      | 55210        |
| Seuzey                       | 92 (2013)      | 4,61       | 20 Einw./km²       | 55487      | 55300        |
| Valbois                      | 88 (2013)      | 17,09      | 5 Einw./km²        | 55530      | 55300        |
| Vaux-lès-Palameix            | 45 (2013)      | 10,52      | 4 Einw./km²        | 55540      | 55300        |
| Vigneulles-lès-Hattonchâtel  | 1.566 (2013)   | 62,59      | 25 Einw./km²       | 55551      | 55210        |

## Bevölkerungsentwicklung
| 1962  | 1968  | 1975  | 1982  | 1990  | 1999  | 2006  | 2012  |
| ----- | ----- | ----- | ----- | ----- | ----- | ----- | ----- |
| 4.026 | 3.515 | 3.278 | 3.149 | 3.352 | 3.436 | 3.692 | 3.808 |